# Rochefort-sur-Loire
Rochefort-sur-Loire és un municipi francès situat al departament de Maine i Loira i a la regió de País del Loira. L'any 2007 tenia 2.127 habitants.

## Demografia

### Població
El 2007 la població de fet de Rochefort-sur-Loire era de 2.127 persones. Hi havia 814 famílies de les quals 198 eren unipersonals (87 homes vivint sols i 111 dones vivint soles), 298 parelles sense fills, 294 parelles amb fills i 24 famílies monoparentals amb fills.
La població ha evolucionat segons el següent gràfic:
Habitants censats

### Habitatges
El 2007 hi havia 991 habitatges, 836 eren l'habitatge principal de la família, 94 eren segones residències i 61 estaven desocupats. 883 eren cases i 106 eren apartaments. Dels 836 habitatges principals, 613 estaven ocupats pels seus propietaris, 208 estaven llogats i ocupats pels llogaters i 15 estaven cedits a títol gratuït; 4 tenien una cambra, 52 en tenien dues, 133 en tenien tres, 217 en tenien quatre i 430 en tenien cinc o més. 580 habitatges disposaven pel capbaix d'una plaça de pàrquing. A 379 habitatges hi havia un automòbil i a 377 n'hi havia dos o més.

### Piràmide de població
La piràmide de població per edats i sexe el 2009 era:
| Homes | Edats   | Dones |
| ----- | ------- | ----- |
| 0     | 95 o +  | 4     |
| 4     | 90 a 94 | 16    |
| 24    | 85 a 89 | 24    |
| 4     | 80 a 84 | 12    |
| 72    | 75 a 79 | 72    |
| 36    | 70 a 74 | 52    |
| 32    | 65 a 69 | 64    |
| 52    | 60 a 64 | 36    |
| 28    | 55 a 59 | 20    |
| 56    | 50 a 54 | 68    |
| 80    | 45 a 49 | 100   |
| 68    | 40 a 44 | 64    |
| 60    | 35 a 39 | 48    |
| 84    | 30 a 34 | 76    |
| 52    | 25 a 29 | 60    |
| 68    | 20 a 24 | 56    |
| 64    | 15 a 19 | 80    |
| 60    | 10 a 14 | 36    |
| 68    | 5 a 9   | 64    |
| 44    | 0 a 4   | 48    |

## Economia
El 2007 la població en edat de treballar era de 1.260 persones, 956 eren actives i 304 eren inactives. De les 956 persones actives 870 estaven ocupades (468 homes i 402 dones) i 87 estaven aturades (36 homes i 51 dones). De les 304 persones inactives 112 estaven jubilades, 118 estaven estudiant i 74 estaven classificades com a «altres inactius».

### Ingressos
El 2009 a Rochefort-sur-Loire hi havia 873 unitats fiscals que integraven 2.221 persones, la mediana anual d'ingressos fiscals per persona era de 16.968 €.

### Activitats econòmiques
Dels 114 establiments que hi havia el 2007, 2 eren d'empreses extractives, 6 d'empreses alimentàries, 1 d'una empresa de fabricació de material elèctric, 7 d'empreses de fabricació d'altres productes industrials, 23 d'empreses de construcció, 23 d'empreses de comerç i reparació d'automòbils, 2 d'empreses de transport, 7 d'empreses d'hostatgeria i restauració, 6 d'empreses financeres, 6 d'empreses immobiliàries, 9 d'empreses de serveis, 13 d'entitats de l'administració pública i 9 d'empreses classificades com a «altres activitats de serveis».
Dels 34 establiments de servei als particulars que hi havia el 2009, 1 era una oficina de correu, 1 una oficina bancària, 1 autoescola, 3 paletes, 5 guixaires pintors, 8 fusteries, 2 lampisteries, 2 electricistes, 3 perruqueries, 3 restaurants, 3 agències immobiliàries i 2 salons de bellesa.
Dels 7 establiments comercials que hi havia el 2009, 1 era una botiga de menys de 120 m², 2 fleques, 3 carnisseries i 1 una sabateria.
L'any 2000 a Rochefort-sur-Loire hi havia 71 explotacions agrícoles que ocupaven un total de 1.482 hectàrees.

## Equipaments sanitaris i escolars
L'únic equipament sanitari que hi havia el 2009 era una farmàcia.
El 2009 hi havia 2 escoles elementals.

## Poblacions més properes
El següent diagrama mostra les poblacions més properes.